# دانيلا أبريل
دانيلا أبريل هي رسامة كندية، ولدت في 1 يوليو 1949 في ريفري دو لوب في كندا.